# Le Fantôme de Staline
Le Fantôme de Staline est un essai publié en 2007 et écrit par Vladimir Fédorovski, diplomate russe vivant en France, aux éditions du Rocher. Le livre tend premièrement à réhabiliter, dans une certaine mesure, la personnalité de Staline, puis dans la seconde partie dénonce les parallèles de l'exercice du pouvoir de Staline et de Vladimir Poutine.

## Résumé
Vladimir Fédorovski, s'aidant de l'ouverture des archives secrètes russes, brosse un portrait plus humain de Staline, le décrivant comme cultivé, aimant lire, passionné de ballets et parfois sensible, tout en critiquant également son action publique, comme les assassinats politiques, les Procès de Moscou... En effet la vie intime de Staline est méconnue, car celui-ci veillait à ce que rien ne filtre à l'extérieur de son entourage proche. Dans la deuxième partie du livre, l'auteur fait un portrait comparé de Vladimir Poutine et Staline.